# دیوید صفویان

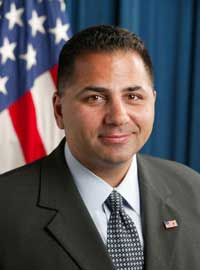
دیوید صفویان

دیوید حسین صفویان (متولد ۴ اوت ۱۹۶۷) یک وکیل جمهوریخواه است که به عنوان مأمور کنگره، لابیگر و بعدها به عنوان یک متولی سیاسی در دولت جورج دبلیو بوش کار می‌کرد. او به عنوان رئیس ستاد اداره خدمات عمومی ایالات متحده (GSA) خدمت کرده‌است. او یکی از چهره‌های رسوایی فساد لابی جک آبراموف است. از سال ۲۰۱۷ دیوان عالی ایالات متحده آمریکا او را از کار در زمینه قانون منع کرده‌است.

## سنین جوانی و تحصیل
صفویان در یک خانواده ایرانی آمریکایی در گراس آیل میشیگان متولد شد. او در مدارس خصوصی شرکت کرد و در به عنوان نفر پنجم در کلاس خود در کالج قانون دیترویت فارغ‌التحصیل شد. او همچنین در دانشگاه لویولا مریلند، مرکز حقوق دانشگاه جورج تاون، دانشکده حقوق دانشگاه میشیگان و دانشگاه سنت لوئیس تحصیل کرده‌است.